# Ömer Efendi
Câbî Ömer Efendi fou un historiador bosnià otomà (el nom real podria ser Elkazovitx o Čaulević). Era nadiu de Bosanski Novi a Bòsnia. Va viure al segle xviii i va escriure sobre diversos fets de la història de Bòsnia del 1736 al 1739. No se sap que va ser de la seva vida després excepte que fou cadi, i que va morir a Bosanski Novi, on fou enterrat en data desconeguda.